# NeoKlez
NeoKlez est un groupe polonais, créé en 2008, dont les références sont la musique klezmer avec des influences de musique des Balkans. Les musiciens proviennent de la ville de Lublin et se définissent comme des ambassadeurs musicaux de la ville. La musique du groupe, sur une base klezmer, se veut festive, dansante. Leurs propres compositions sont caractérisées par une pulsation irrégulière, des lignes mélodiques, des changements rythmiques et combinant un son traditionnel avec des éléments de musique populaire contemporaine, tels que le drum'n'bass, le jazz, le funk, le rock. Les paroles des chansons sont en polonais.Le groupe souhaite ainsi atteindre un large public, au-delà des adeptes de la musique klezmer.

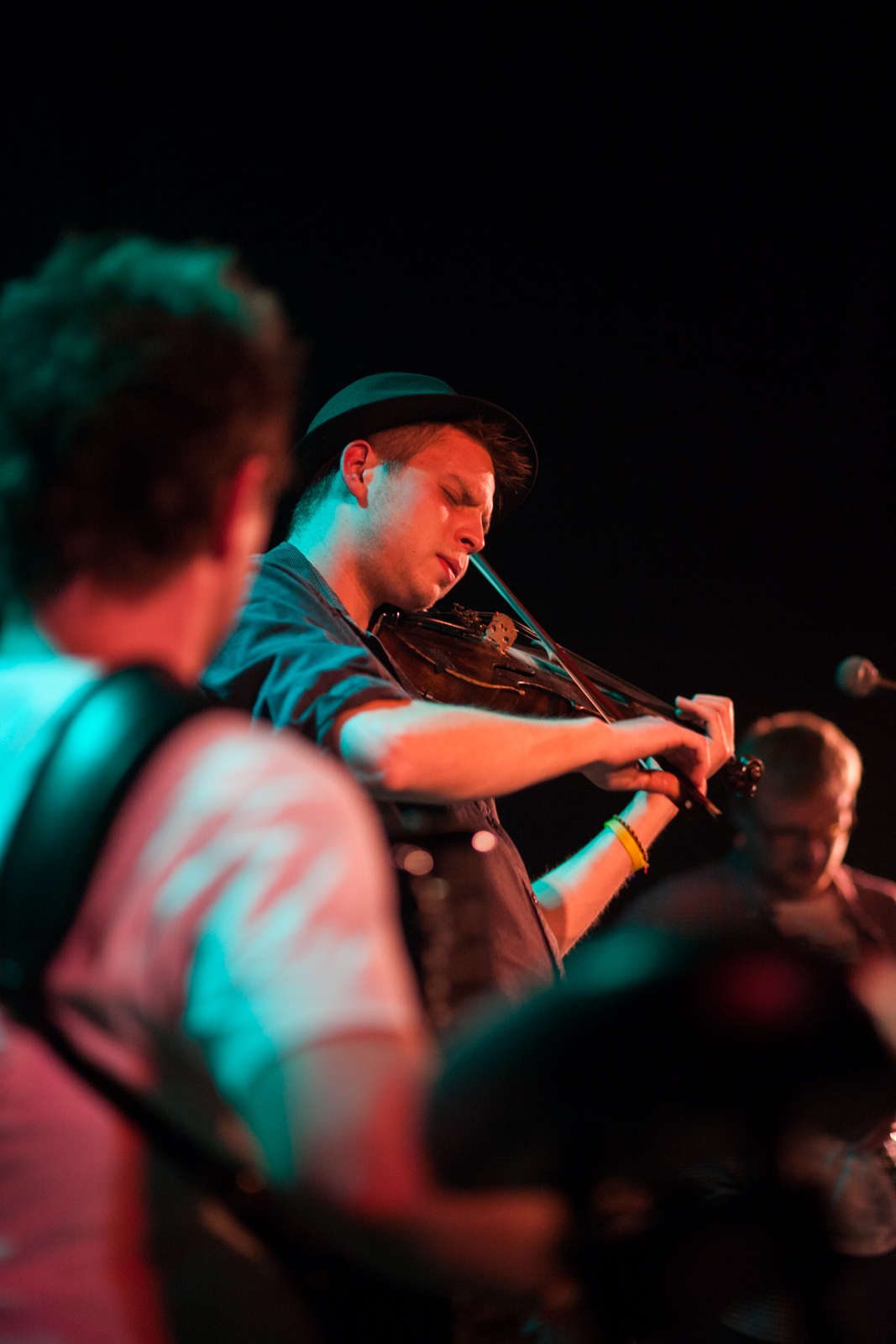
Neoklez en concert au festival de la culture juive de Silésie en 2013

Le groupe donne les concerts en Pologne, également en Europe et est apparu à la radio et à la télévision à plusieurs reprises. Le groupe participe aux différents festivals de la culture juive en Pologne, tels que le Festival de la culture juive Simcha à Wroclaw, le Festival des trois cultures, le Festival de traditions musicales klezmer à Kazimierz Dolny (le groupe a été deux fois en vedette du festival) et le Festival de la culture juive de Silésie. Le groupe participe également à d'autres festivités, y compris en Europe.
NeoKlez a également composé la musique de la série télévisée polonaise Filip.

## Composition du groupe
- Stanisław Leszczyński (violon),
- Damian Szymczak (clarinette),
- Piotr Tomala (accordéon),
- Kacper Bardzki (basse),
- Kamil Wróblewski (batterie)

## Discographie
- En juillet 2012, NeoKlez édite son premier album, Pięć stron świata (Les cinq faces du monde). Le disque comporte douze titres.
- En décembre 2015, NeoKlez édite un second album, Manowce, avec des musiciens invités[5]. Le disque comprend onze titres.